# Dominique Leclercq
Pour les articles homonymes, voir Leclercq.
Dominique Leclercq est un  footballeur puis entraîneur français, né le 30 novembre 1957 à Hazebrouck dans le département du Nord. Il évolue au poste de gardien de but de 1976 à 1992 puis devient entraîneur.

## Biographie

### Carrière de joueur
Formé au RC Lens, Dominique Leclercq démontre rapidement un talent prometteur malgré ses 1,72 m qui font de lui l'un des plus petits gardiens français de son époque.
Il est rapidement appelé en équipe de France espoirs, puis transféré au FC Nantes, mais ne parvient pas à s'imposer dans la cage des Canaris face à Jean-Paul Bertrand-Demanes, alors au sommet de sa carrière. Il retrouve le but nantais en février 1981 à la suite d'une lourde baisse de forme de Bertrand-Demanes, et assure l'intérim jusqu'à la fin de la saison.
Il reprend place sur le banc au début de la saison 1981-82 et connaîtra par la suite un destin d'éternelle doublure. Bertrand-Demanes ayant retrouvé sa constance, Leclercq quitte finalement Nantes à l'intersaison 1985 pour le Matra Racing, alors en Division 2, mais y devient la doublure de Pascal Rousseau puis de Pascal Olmeta. En 1987-88, il part pour le Lille OSC et se voit encore barré par l'émergence d'un grand talent, Bernard Lama.
Dominique Leclercq signe en 1990-91 pour deux saisons comme troisième gardien du Paris SG où il termine sa carrière professionnelle.

### Carrière de préparateur physique
En juillet 1992, Dominique Leclercq enchaîne sans transition comme entraîneur du centre de formation du Paris SG, poste qu'il occupe jusqu'en mars 1999. Il prend ensuite en main l'entraînement des gardiens professionnels du PSG jusqu'en février 2005 avant d'être promu entraîneur adjoint de Laurent Fournier. Après le départ de celui-ci, Leclercq reste au PSG.
Il est ensuite engagé par Amiens SC comme entraîneur des jeunes puis depuis des gardiens en 2008.

## Palmarès
- Vice-champion de France en 1981 avec le FC Nantes
- Champion de division 2 en 1986 avec le Matra Racing